# Bodil Biørn
Bodil Catharina Biørn (Kragerø, Noruega; 27 de enero de 1871 - Oslo, 22 de julio de 1960; en armenio: Բոդիլ Բիորն) fue una misionera noruega, trabajadora humanitaria, enfermera y partera. Fue misionera entre la población armenia en la parte oriental de Turquía (por entonces parte del imperio otomano) donde fue testigo de las persecuciones que sufría esta población étnica.

## Vida y obra

### Primeros años
Bodil Biørn nació en el seno de una familia adinerada. En un comienzo deseaba ser cantante, pero a los 25 años decide llevar una vida religiosa y empieza a estudiar enfermería en la Diakonissehuset de Kristiania (actual Oslo). Finalmente termina sus estudios en Alemania en 1905 y fue enviada al extranjero como parte de la Kvinnelige Misjonsarbeidere, la Liga de Mujeres Misioneras.

### Testigo de la persecución armenia en el imperio otomano
Trabajó primero como enfermera misionera en Mezereh, en la provincia de Kharberd, en el este de Turquía. Entonces parte del imperio otomano. Se sabe que por entonces viajó a la ciudad turca de Mus, continuando el trabajo de misioneros alemanes y amplió, entre otras cosas, una clínica para pacientes ambulatorios de diez camas. Asumió luego el cargo de directora de un orfanato mixto. Además, trabajó en una escuela donde niñas y mujeres casadas aprendían a leer, escribir y matemáticas básicas. Junto con ella también estaba la misionera sueca Alma Johansson.
Después de haber experimentado los horrores de la guerra de primera mano, los documentó en su diario y en sus fotografías, como la destrucción de todo el distrito armenio, donde gran parte de la población, entre ellas colaboradores cercanos a ella y varios niños del orfanato, murieron o fueron asesinados. Regresó a Noruega en 1917.

### Armenia y Siria
Luego de cuidar huérfanos armenios en el Líbano y Constantinopla, en 1921 viajó a la recién creada república de Armenia, en particular a Alexandropol (ahora Gjumri), y inició un orfanato con el nombre de Lusaghbyur, con dinero que se recogió en Noruega. Fue expulsada del lugar por los bolcheviques en 1924, justo después de que Armenia ingresará a la Unión Soviética. Los bolcheviques no permitían que las organizaciones cristianas operaran orfanatos y realizarán trabajos misioneros.
Después de esto Biørn marchó a en Alepo en Siria y creó un nuevo orfanato y una clínica que dirigió ella misma hasta 1934, cuando regresó a Noruega.
Hasta su muerte, continuó, a través de colecciones, artículos de prensa y conferencias, sus esfuerzos humanitarios para ayudar a los armenios refugiados y a los huérfanos que habían sobrevivido a la Primera Guerra Mundial.

## Fotografía
Bodil Biørns tomó fotos durante varias décadas mientras estuvo en Armenia, y de las zonas adyacentes. El registro fotográfico se haya disponible en el Riksarkivet, el Archivo Nacional de Noruega.

## Monumentos

### Memorial en Kragerø
Un memorial a Bodil Biørn fue erigido el 29 de mayo de 2004 frente del nuevo ayuntamiento de la ciudad de Kragerø. Bodil Biørn había vivido en este edificio durante su niñez, cuando la casa perteneció a la familia Biørn.
El memorial es una gran piedra de Alepo con relieve de bronce y una placa con la inscripción

Her bodde en stor norsk filantrop

Misjonær Bodil Catharina Biørn

Født i Kragerø

27. januar 1871 – 22. juli 1960

Hun viet sitt liv til hjelp for armenske flyktninger og foreldreløse barn som overlevde det ottomanske folkemordet i begynnelsen av det 20. århundre.

Gitt av armenske overlevende i Aleppo.
Aquí vivió una gran filántropa noruega

La misionera Bodil Catharina Biørn

Nacida en Kragerø

27 de enero de 1871 – 22 de julio de 1960

Dedicó su vida a ayudar a los refugiados armenios y a los niños huérfanos que sobrevivieron al genocidio otomano a principios del siglo XX.

Donado por sobrevivientes en Aleppo.
kilde

Fue otorgado a la municipalidad de Kragerø por un grupo de armenios, en cooperación con el nieto de Bodil Biørns, Jussi Flemming Biørn, en reconocimiento al esfuerzo y trabajo de Bodil Biørns en Armenia para ayudar a las población durante el desplazamiento forzado por el imperio otomano.

### Placa conmemorativa en Ereván, Armenia
En el verano de 2008, se presentó una placa conmemorativa a Bodil Biørn donada por el Museo del Genocidio Armenio de Ereván.

## Publicaciones sobre ella
- La historia de Bodil Biørn, página web en el Archivo Nacional de Noruega
- Med Guds blikk i Armenio (Con la mirada de Dios en Armenia), artículo publicado en 2 de agosto de 2009 en forskning.no de la periodista Mia Kolbjørnsen